# رأس السنة الميلادية

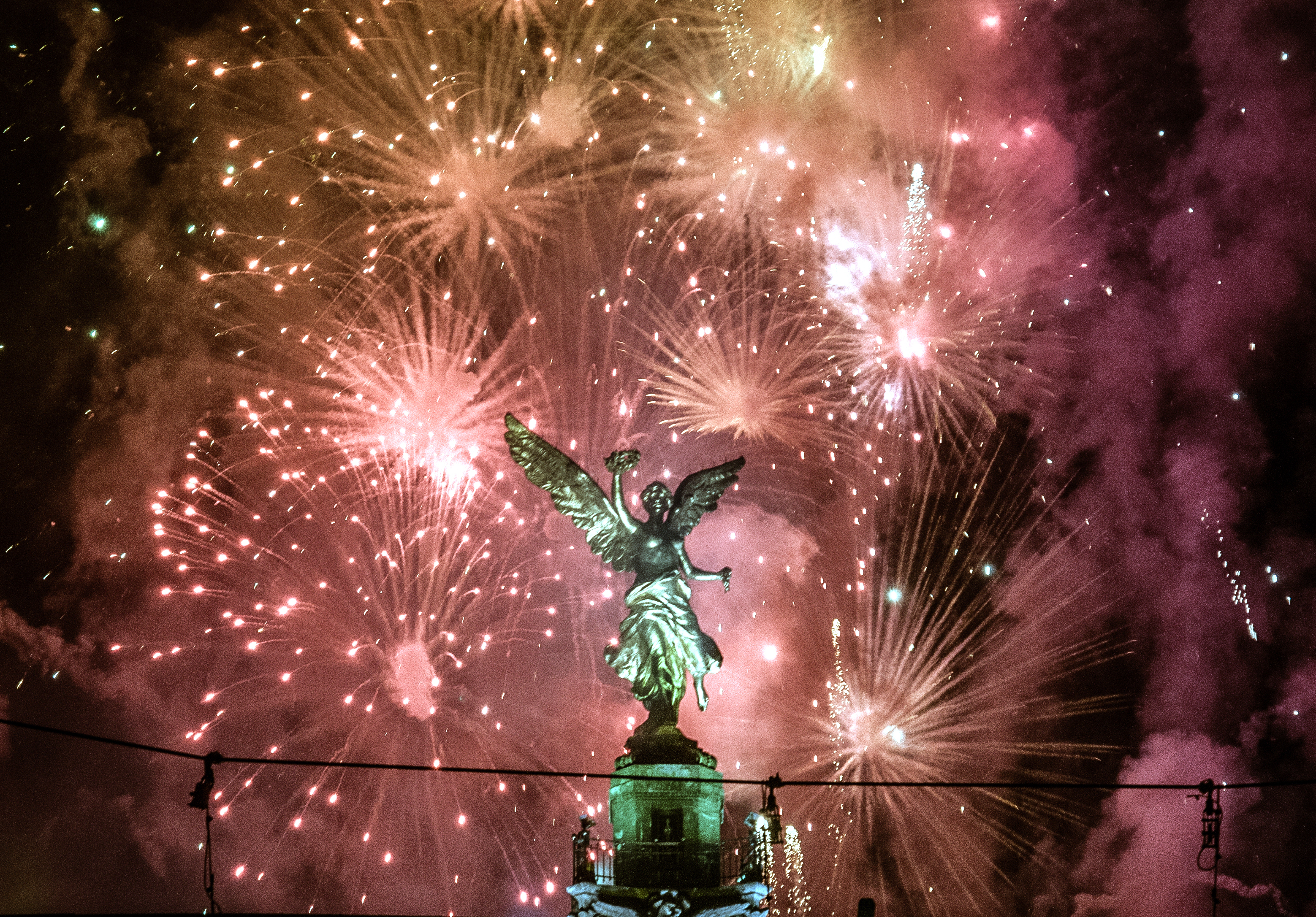
احتفالات رأس السنة الميلاديّة في مدينة مكسيكو بالمكسيك.

رأس السنة الميلادية (بالإنجليزية: New Year's Day)‏ هو أول يوم في السنة الميلادية، وأول يوم في التقويم الغريغوري، والذي يحل في 1 يناير. رأس السنة الميلادية في جميع البلدان التي تستخدم التقويم الغريغوري، هو يوم عطلة رسمية، ويُحتفل به في كثير من الأحيان مع الألعاب النارية والتي تبدأ من منتصف الليل حيث تبدأ السنة الجديدة. يُطابق 1 يناير في التقويم اليولياني يوم 14 يناير في التقويم الغريغوري، وهو التقويم الذي ما تزال تعتمده عدد من الكنائس الأرثوذكسية الشرقية.
في روما ما قبل المسيحية في إطار التقويم اليولياني، تم تخصيص اليوم ليانوس، إله البوابات والبدايات، والذي يحمل اسم يناير أيضًا. وكتاريخ في التقويم الغريغوري للعالم المسيحي، يُحتفل بعيد رأس السنة الميلادية كيوم ذكرى ختان يسوع، والذي لا يزال يتم الاحتفال به في الكنيسة الأنجليكانية والكنيسة اللوثرية. وتحتفل الكنيسة الرومانية الكاثوليكية في هذا اليوم بذكرى مريم والدة الإله.
في الوقت الحالي، مع استخدام معظم دول العالم التقويم الميلادي كتقويم فعلي، يُعتبر يوم رأس السنة الجديدة من أكثر أيام العطلات العامة شهرة في العالم، وغالبًا ما يترافق الاحتفال بها إطلاق الألعاب النارية عند منتصف الليل مع بداية السنة الجديدة في كل منطقة زمنية. وتشمل تقاليد عيد رأس السنة العالمية الأخرى اتخاذ قرارات للسنة الجديدة والاحتفال مع الأصدقاء والعائلة.

## الاحتفالات الدينية
العديد من التجمعات المسيحية البروتستانتية تقوم بإقامة خدمات دينية بمناسبة السنة الجديدة. منهم أتباع الكنيسة الميثودية التي لديها تقليد عريق بمناسبة السنة الجديدة يُعرف باسم "ليلة ووتش"، وتعج الكنائس في المؤمنين بعد منتصف الليل، حيث تقام الطقوس لشكر الله على نهاية العام. في الدول الناطقة باللغة الإنجليزية، تعود هذه الطقوس إلى جون ويزلي، مؤسس المذهب الميثودي.

## التاريخ

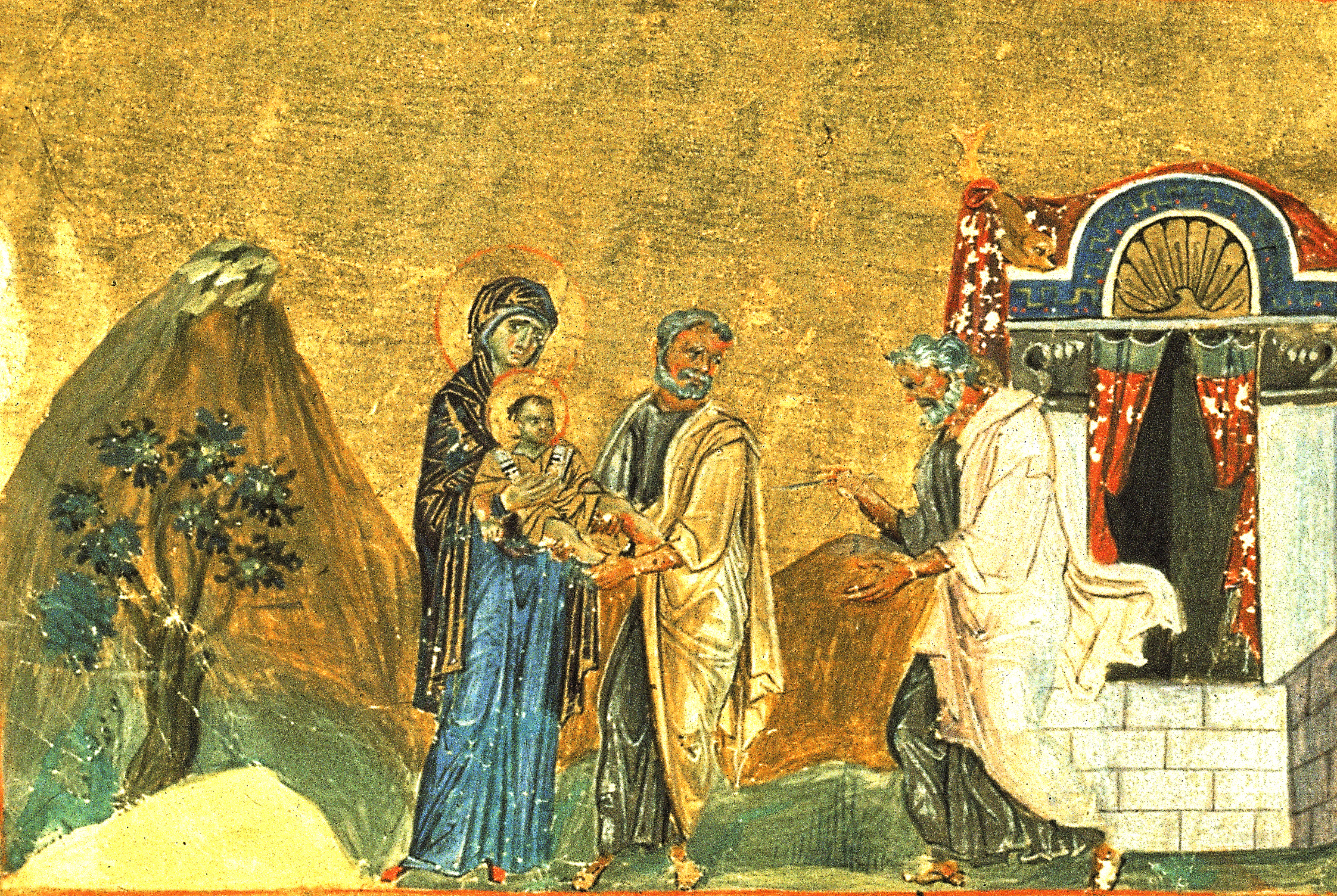
في العالم المسيحي كان يوم رأس السنة الميلاديّة يترافق مع ذكرى ختان يسوع.

ظهر 1 يناير كبداية للعام في وثائق التقويم اليولياني في روما في سنة 45 قبل الميلاد بأمر يوليوس قيصر. ويعتبر العالم القديم المسيحي (منها عدد من الدول الكاثوليكية في أمريكا اللاتينية حتى الآن)، يوم 1 يناير، يوم ذكرى ختان يسوع (يسبقه يوم عيد الميلاد). وفي التاريخ الذي يحتفل فيه المسيحيون الأوروبيون به بقدوم العام الجديد، يتبادلون هدايا عيد الميلاد لأن يوم رأس السنة يقع في غضون اثني عشر يومًا من موسم عيد الميلاد في التقويم الليتورجي المسيحي الغربي؛ وتعود أصول عادة تبادل هدايا عيد الميلاد في السياق المسيحي إلى المجوس الثلاثة الذي قاموا بتقديم الهدايا للطفل يسوع.
خلال القرن السادس عشر أعلن عن 1 يناير في معظم بلدان أوروبا الغربية يوم بداية السنة الجديدة الرسمية، وذلك حتى قبل الانتقال إلى التقويم الغريغوري. وبدأت روسيا، التي كانت تحتفل في بداية السنة في 1 سبتمبر، بإتباع هذا التاريخ بموجب أمر مباشر من بطرس الأكبر في سنة 1700، وذلك 218 سنة قبل اعتماد التقويم الغريغوري رسمياً. يطلق على هذه الليلة في بعض البلدان خصوصًا في أوروبا الوسطى اسم ليلة القديس سلفستر، يذكر أنّ الكنيسة الرومانية الكاثوليكية تعتبر 1 يناير يوم عيد وذكرى مخصصة إلى مريم العذراء وهو يوم مقدس في معظم البلدان ذات الغالبية المسيحية، مما يتطلب من جميع الكاثوليك حضور الصلوات الدينية في ذلك اليوم. ويجوز حضور قداس عشية رأس السنة وفيه يحيي أيضًا ذكرى البابا سلفستر الأول، وبالتالي أصبح من المعتاد حضور قداس مساء يوم رأس السنة الميلادية الجديدة.